# Віджаяшакті
Віджаяшакті (гінді विजयशक्ति; д/н — 885) — 4-й володар Даджхауті (Джеджа-Бхукті) в 885 році. Ім'я перекладається як «Переможна сила».

## Життєпис
Походив з раджпутського клану Чандела. Другий син Вакпаті. В усіх написах згадується разом з братом Джаяшакті, молодшим співправителем який можливо був. Значна частина інформації про Джаяшакті та Віджаяшакті в записах Чандела носить панегеричний характер і не має історичної цінності. Ці записи стверджують, що вони знищили своїх ворогів, але не називають жодного з переможених правителів.
Одноосібним володарем став після смерті брата, проте коли це сталося наразі невідомо. Напис у Кхаджурахо розповідає, що Віджаяшакті подолав океан через міст Рами, щоб підкорити Південь на підтримку союзника. Різні історки припускають, що він здійснював походи на південь як васал Гуджара-Пртахіарів або союзник імперії Пала. Перша здається більш правдоподібним. Ще одні висловлюють думку, що за часи свого панування воював з такими сами князями, розширивши власні володіння.
Більш-менш відомо, що його донька (або небога — менш імовірно) — Наттадеві — стала дружиною Коккали I Калачура, магараджи Чеді, чим було закріплено союз між державами.
Помер 885 року. Йому спадкував син Рахіла.